# Owlī Beyk
Owlī Beyk (persiska: اولی بيگ, اولی بيک, اُليبِيگ, Owlī Beyg) är en ort i Iran.   Den ligger i provinsen Zanjan, i den nordvästra delen av landet, 300 km väster om huvudstaden Teheran. Owlī Beyk ligger 1 537 meter över havet och antalet invånare är 762.
Terrängen runt Owlī Beyk är lite kuperad.Runt Owlī Beyk är det ganska glesbefolkat, med 34 invånare per kvadratkilometer. Närmaste större samhälle är Garm Āb, 11,0 km söder om Owlī Beyk. Trakten runt Owlī Beyk består i huvudsak av gräsmarker.